# Hydriomena centralis
Hydriomena centralis là một loài bướm đêm trong họ Geometridae.